# Castello di Salvaterra (Casalgrande)
Il castello di Salvaterra è una struttura militare di Salvaterra, frazione del comune di Casalgrande, in provincia di Reggio Emilia.

## Storia e struttura
Risalente attorno all'anno 1000, ospitò nel 1209 l'imperatore germanico Ottone IV durante il viaggio verso Roma dove il 4 ottobre di quell'anno fu incoronato da papa Innocenzo III Imperatore del Sacro Romano Impero.
Più volte distrutto dalle battaglie e riedificato, sia nel 1376 da Guido da Fogliano, che nel 1409 quando diventò proprietà degli Este. Negli anni sono state apportate modifiche strutturali non sempre in linea con lo stile originario e senza rispettare quelle caratteristiche che, fino alla fine del XIX secolo, lo vedeva al pari delle fortificazioni dei paesi limitrofi.
Nonostante ciò, esso mostra parti di interesse architettonico come la porzione frontale che, essendo la più conservata, presenta il portale d'ingresso sopra il quale si erge una piccola torretta dove ancora oggi sono ben visibili le inserzioni del ponte levatoio. Una fila di merletti corona tutta la parte frontale della struttura.
Lo stemma di Salvaterra è il blasone della famiglia che dominò il paese dal 1414 al 1444, i Della Sala.

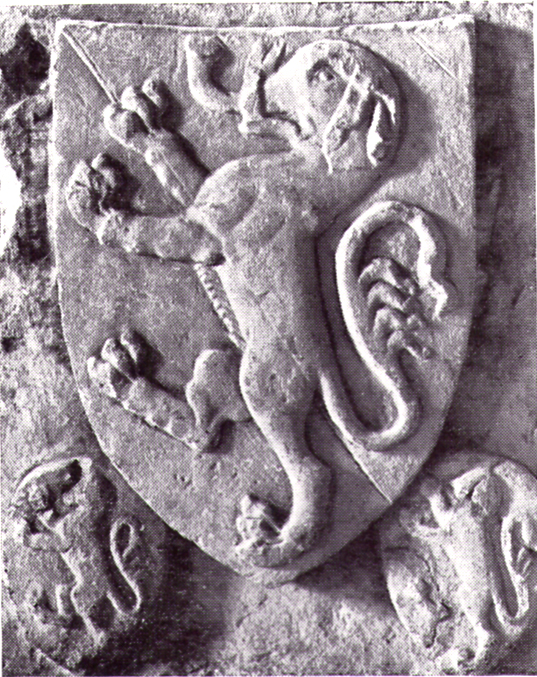
Stemma "Della Sala" di Salvaterra

Quando in quell'anno morì Alberto, l'unico rappresentante della famiglia Della Sala, tutti i feudi passarono nelle mani del genero Francesco da Landriano, poi al marchese Leonello d'Este e Borso suo fratello. Quest'ultimo nel 1449 diede tutto il feudo a Feltrino Boiardo, conte di Scandiano.
Da antichi documenti si legge che la posizione dove era situato lo stemma sul castello, al primo piano della torretta, indicherebbe il luogo dove fu tumulato Alberto Della Sala e addirittura si farebbe cenno all'esistenza della sua tomba. 
Attualmente lo stemma è conservato all'interno della chiesa sotto al balcone dell'organo.
Dal 1693 al 1695, Salvaterra ebbe l'obbligo di ospitare le truppe alemanne che in Italia guerreggiavano al fianco del Duca D'Este.
Nell'Archivio di Stato di Reggio Emilia esiste una carta dell'anno 1698 che dice: " ...avendo i tedeschi d'alloggio nel capoluogo trovato il pane di cattiva qualità, n'avevano mandato una mostra al Governatore ingiungendogli d'accertarsi se eguale era quello che si faceva a Salvaterra e ad Arceto, se ciò fosse, inprigionassero i due fornai"
Nel 1712, mentre era feudatario il principe Foresto d'Este, Salvaterra si separò da Arceto e passò sotto Scandiano fino al 1860, anno nel quale divenne frazione del ripristinato Comune di Boglioni.
Nel 1715, precisamente il 16 agosto il principe Foresto d'Este, quale arbitro inappellabile del conte Francesco Fontana, fissava i confini tra Arceto e Salvaterra che da 3 anni si erano separati.
Secondo una stima di Ludovico Ricci, in questi anni Salvaterra conta una popolazione di 560 abitanti, tutti concentrati nell'intersezione delle vie S. Lorenzo e Arceto-Secchia con alcune eccezioni di rustici nella zona del Cerreto e a ridosso del confine con Dinazzano e Villalunga.